# Ratingen Goose Necks
Der Ratingen Goose-Necks Baseball & Softballclub 1986 e. V., auch Goose Necks, ist einer der ältesten Baseball-Vereine Deutschlands. Die erste Herrenmannschaft des in Ratingen beheimateten Teams spielte 1993 erstmals in der Bundesliga des DBV. Neben der erfolgreichen Herren-Baseball-Abteilung hat der Club auch eine Nachwuchs- und Softballabteilung.

## Teams
Folgende Teams spielen für die Goose-Necks:
- Herren 1: NRW-Liga (Verbandsliga)
- Herren 2: Bezirksliga
- Herren 3 (U18): Bezirksliga
- Damen 1: 1. Bundesliga Nord
- Damen 2: Landesliga
- Junioren: Landesliga
- Jugend: Landesliga
- Schüler: Tee-Ball Liga
- Mixed Softball: Ruhr Fun-Liga

## Ballpark
Die Goose-Necks tragen ihre Heimspiele auf dem 2000 errichteten New Hermann’s Field im Kahlenbergsweg in Ratingen-Breitscheid aus. Der Ballpark besteht aus insgesamt zwei Spielflächen, einem Softball-Diamond und einem Baseball-Diamond. Am Hauptfeld finden ca. 200 Zuschauer Platz.

## Erfolge (Auswahl)
Baseball
- 2010 Wiederaufstieg 2. Bundesliga Baseball
- 2006 Aufstieg 2. Bundesliga Baseball & Aufstieg Verbandsliga NRW
- 2003 3. Platz Deutsche Meisterschaft Jugend
- 2000 4. Platz Deutsche Meisterschaft Schüler
- 2000 Meister Verbandsliga Schüler
- 1999 Meister Bezirksliga Baseball
- 1997 4. Platz Deutsche Meisterschaft Schüler
- 1997 Meister Schüler Verbandsliga
- 1997 Aufstieg 1. Bundesliga Baseball
- 1993 Aufstieg 2. Bundesliga Baseball
- 1988 Aufstieg Verbandsliga Baseball

Softball
- 2010 Aufstieg Bundesliga Softball
- 2009 Wiederaufstieg Verbandsliga Softball
- 1996 Aufstieg Verbandsliga Softball

## Geschichte in Kurzform
1986–1991 Spielbetrieb auf der Brehminsel in Essen-Werden
- Entstanden aus einer Wette der Oberstufe am Theodor-Heuss Gymnasium in Essen-Kettwig
- Gründung am 9. Oktober 1986 als „1. Essener Baseball Club Essen Goose-Necks“
- Erstes Ligaspiel am 3. Mai 1987 gegen die Krefeld Crocodiles.

1992–1998 Spielbetrieb auf dem Hermannsfield zwischen Essen-Werden und Essen-Kettwig
- 1993–1997 Spielbetrieb in der zweiten Bundesliga
- 1998–1999 Spielbetrieb in der ersten Bundesliga

2000-heute Spielbetrieb auf dem New Hermann’s Field in Ratingen-Breitscheid
- 2000–2003 Spielbetrieb in der Verbandsliga
- 2004–2006 Spielbetrieb in der Regionalliga
- 2007–2008 Spielbetrieb in der 2. Bundesliga Nord
- 2009–2010 Spielbetrieb in der Regionalliga
- Ab 2011   Spielbetrieb in der 2. Bundesliga Nord, sowie der Softball-Bundesliga Nord

## Trainerstab
- Fernando Escarra (1. Damen)
- Wiebke Elstermeier (2. Damen)
- Tobias Esch (1. Herren)
- Jan Grochowski / Kai Kamziol (2. Herren)
- Malte Kuklan / Jonas Kuklan (U18)
- Tom Stockter (U15)
- Mark Greiner (U12)
- Christian Wöllenstein / Jan Riesen (Tee-Ball U10)
- Oliver Thum (Mixed Softball)

## Vorstand
- 1. Vorsitzender: Malte Kuklan
- 2. Vorsitzender: Dennis Timmermann
- Geschäftsführer: Jan Grochowski
- Schatzmeister: Katja Köhler
- Sportwart: Jeffrey Hipp
- Jugendwart: N.N.